# 洛桑協議
《洛桑協議》，或稱「兩會協議」，為1981年3月23日中華奧林匹克委員會主席沈家銘與國際奧林匹克委員會主席薩瑪蘭奇在洛桑國際奧會總部，簽訂的《國際奧會與中華台北奧會協議》（Agreement between the International Olympic Committee, Lausanne and the Chinese Taipei Olympic Committee, Taipei）。協議以英文簽署，內容確認了“中華台北奧會”（the Chinese Taipei Olympic Committee）的名稱、會旗、會徽，使中華奧會得以在使用“中華台北”（Chinese Taipei）名称及相应會旗、會歌的情况下，和其它國家奧林匹克委員會擁有相等權利，參與各項國際運動組織。中華民國在之後陸續運用類似模式參與許多和奧會無關的國際組織或會議，這種參與方式也被媒體甚至中華民國官方稱為「奧會模式」。

## 歷史背景

### 中國代表權爭議
中華業餘運動聯合會為1922年成立並獲國際奧會承認的中國奧會，1924年與中華體育協會籌備處合組為中華全國體育協進會，於1949年隨中華民國政府遷至臺灣，而中華人民共和國則在中國大陆重整體育單位為中華全國體育總會。1952年初，中華全國體育總會申請國際奧會承認，並要求參加1952年赫爾辛基奧運，當時國際奧會於年會中決議通過两岸各派代表參賽，中华民国方面不滿決議，選擇退出該次奧運。1954年，國際奧會在雅典舉行年會，會中承認两个中国奥会，分別為在台北的「中華奧會，國家業餘運動聯合會」以及在北京的「中華人民共和國奧會」。然而中華人民共和國奧會在1956年因升旗問題退出墨爾本奧運，並且不滿國際奧會承認在台北的中華奧會，之後在1958年退出國際奧會，兩個中國奧會只短暫共存4年多。
1959年5月，當時台北的中華奧會（Chinese Olympic Committee），遭蘇聯及東歐籍委員在國際奧會慕尼黑年會上，以中華奧會並未掌控中國大陸的體育事務為由，成功提案將中華奧會除名。不過中華民國政府隔年又以聯合國會員國名中華民國作為新名稱（Republic of China Olympic Committee），重新向國際奧會申請承認獲得通過，但在出席奧運開幕典禮及比賽時，中華民國代表團必須以臺灣為名。中华民国代表團自此以台湾（Formosa）的名义參加了1960年羅馬、1964年東京、以及1968年墨西哥城三屆奧運會。到了1968年10月，國際奧會第67屆墨西哥年會再以32：10票通過臺灣代表團正名為「中華民國」（China R.O.）的提案。
1971年聯合國大會以76：35票通過第2758號決議，往後由中華人民共和國取代中華民國的聯合國席位。此後，中華民國退出聯合國，又於1973年退出亞運會。1975年，中華人民共和國繼續以一個中國原則再度申請國際奧會承認，但國際奧會基於政治不干預體育的奧林匹克原則，要求不得以排除中華民國為其附帶條件。
到了1976年蒙特婁奧運時，加拿大政府已經和中華人民共和國建交，時任加拿大總理杜魯道要求中華民國代表團以「台灣」名義參賽，遭中華民國政府拒絕，當時國際奧會主席基拉寧多次與中華民國方面協商，最終中華民國堅持「名、旗、歌三者不可缺一」而退出蒙特婁奧運。

### 名古屋決議
1979年元旦美國和中華人民共和國關係正常化並與中華民國斷交。同年，國際奧會主席基拉寧在執委會中表示，隔年2月冬季奧運在美國紐約州寧靜湖舉行，美國不會同意中華民國國名、國旗在會場中出場，而且聯合國對中國問題已有決議及明確答案。執委會最終以7：1票數通過「建議年會要求中華民國奧會，除去『中華民國』字樣，以免蒙特婁奧運事件重演」，並提案恢復中華人民共和國在國際奧會的會籍。
但4月在蒙特維多的第81屆年會中，以36：28票數修正了執委會的提案，決議承認在北京的奧會為「Chinese Olympic Committee, Peking」，在臺北的奧會為「Chinese Olympic Committee, Taipei」，至於雙方使用之旗、歌則作進一步研議。這項決定造成國際奧會第二次出現兩個中國奧會並存的狀況。
1979年10月，基拉寧在名古屋執委會中決議，利用通訊投票方式，結果以61：17票否決了該年蒙特維多年會的決議，將中華奧會「Chinese Olympic Committee, Taipei」的名稱，改名為「Chinese Taipei Olympic Committee」，同時中華奧會不得使用原有之中華民國名稱及旗、歌，並規定提出不同的旗徽，送執委會核定。
當時奧林匹克憲章中禁止任何形式之歧視，並在第64、65、66條規定參加奧運會之國家奧會於開幕、頒獎及閉幕典禮中必須使用國旗、國歌。名古屋的執委會決議案在對照之下，有不符憲章規範之處:9。國際奧會委員徐亨於11月5日及中華奧會在12月6日向國際奧會總部所在地的洛桑地方法院提出訴訟，控告國際奧會名古屋決議案違反奧林匹克憲章，並且在12月6日，向法院提出假處分，希望能停止國際奧會通訊投票的效力，避免因訴訟時間影響到中華奧會參與1980年冬季奧運的權利。假處分申請最終遭法院駁回，中華奧會的冬奧代表隊於是退出比賽，而控告國際奧會違憲的部份，則經法院裁定國際奧會敗訴，認為其行為似違背其憲章之精神及文字，特別是憲章第64、65及66條之規定。另裁定開庭費100瑞士法郎由國際奧會負擔，並補償原告徐亨500瑞士法郎的訴訟開銷:10。
1980年2月，國際奧會在寧靜湖冬季奧運期間舉行的第82屆年會上，修改奧林匹克憲章相關條文。修改的內容包括：
1. 各國的國家奧會使用「國家的（National）」名稱及國旗、國歌參加奧運會之規定，改為使用「代表團（Delegation）」之名稱及旗、歌參加奧運會。[9]:10
2. 國家奧會以其本身名義參加奧運會，而非以其國家名義參加比賽。[9]:10
3. 國家奧會在奧運會期間所使用之代表團旗幟及標誌須經國際奧會執委會核准。[9]:10

1980年4月，中華奧會將國旗與奧會標誌送國際奧會執委會審核，但沒有具體進展。6月，國際奧會在第136期公報宣布，暫停發給臺灣出席7月莫斯科夏季奧運的邀請。臺灣繼1976年蒙特婁夏季奧運、1980年2月寧靜湖冬季奧運後，繼續在奧運缺席。

## 協議過程與主要內容

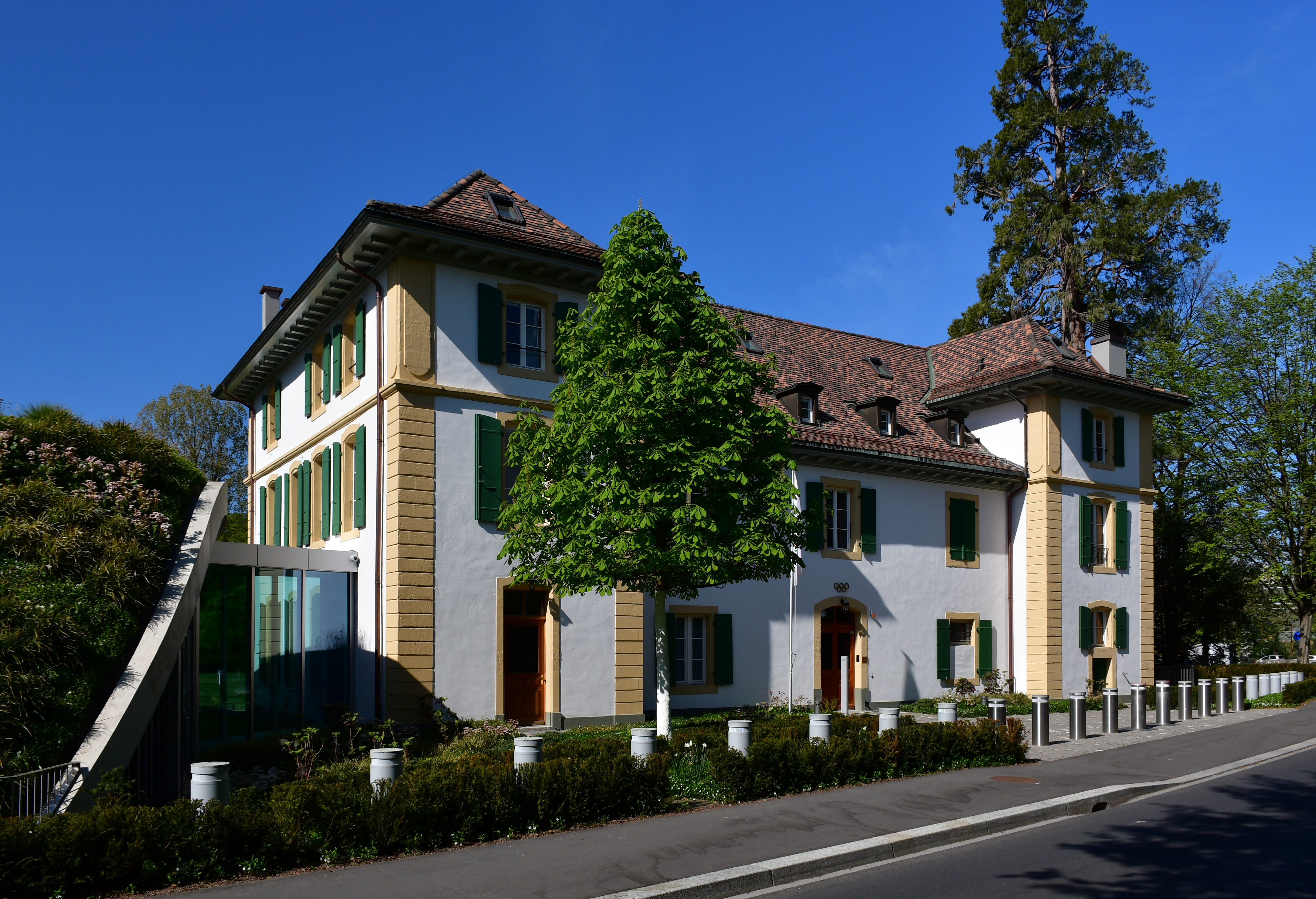
洛桑國際奧會總部

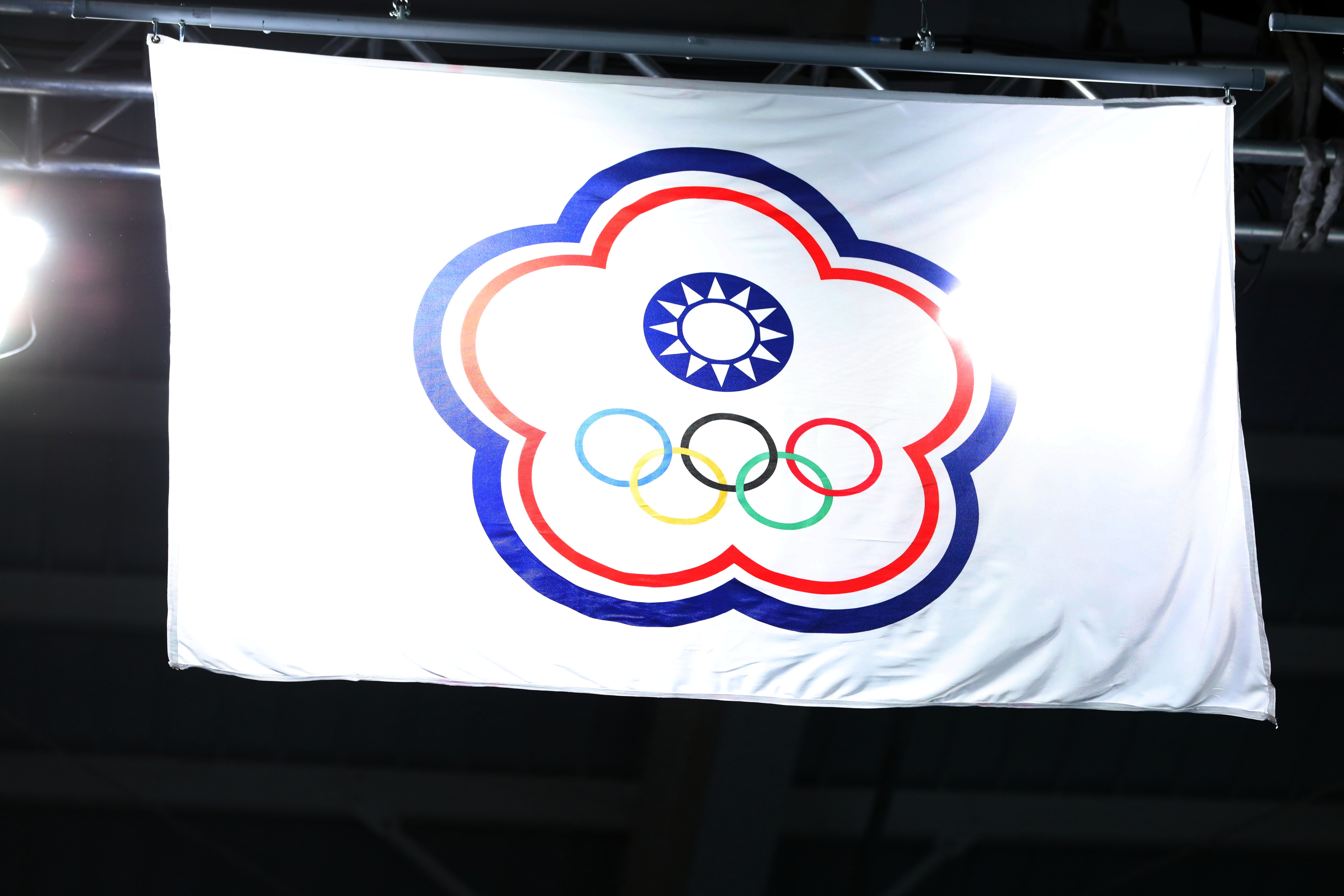
賽場上使用的中華臺北會旗

1980年7月，在莫斯科奧運期間舉行的國際奧會第83屆年會中，薩瑪蘭奇當選國際奧會第七任主席，與徐亨接觸，希望將洛桑法院之訴訟案延期4個月，以利雙方就會籍問題進行協商。薩瑪蘭奇與徐亨該年先後進行兩次會商，中華民國行政院也在1981年1月設計新奧會會徽，最後在1981年3月23日，由中華奧會主席沈家銘與國際奧會主席薩瑪蘭奇在洛桑國際奧會總部，簽訂了《國際奧會與中華台北奧會協議》，協議主要內容為：
雙方基於下列規定：
（a）奧林匹克憲章所列主管奧林匹克活動規定之各項條款、附則、指示及其他法規以及經第82屆國際奧會年會通過之修正案。
（b）奧林匹克憲章第24條規定：
「國家奧會於奧林匹克運動會使用之旗幟及會徽應送國際奧會執行委員會核准。」
（c）奧林匹克憲章第30條第1項規定：
「僅國際奧會承認的國家奧會得報名運動員參加奧林匹克運動會，參加奧林匹克運動會前，國家奧會應成立委員會並申請國際奧會承認。」
（d）奧林匹克憲章第3條規定：
「奧林匹克運動會每４年舉行1次，邀集各國奧林匹克選手齊聚一堂，秉持公正平等原則參與競賽。
國際奧會應確保奧林匹克運動會具有廣大觀賞人口。不得以種族、宗教或政治因素歧視任何國家或個人。」
爰此，雙方協議如下：
（1）國家奧會名稱定為CHINESE TAIPEI OLYMPIC COMMITTEE，並經國際奧會核定在案。
（2）CTOC提送會旗與會徽如附樣式，並經國際奧會核定在案。
（3）國際奧會依據奧林匹克憲章確認CTOC享有參加未來奧林匹克運動會，以及國際奧會贊助的各項活動的權利，並與每一個承認的國家奧林匹克委員會享有同等地位、相同的完整權利。
（4）國際奧會將協助CTOC申請及（或）重新取得國際奧會所轄各國際運動總會會籍。
協議簽定後，國際奧會隨即舉行記者會，發布新聞稿並分函通知各委員、單項國際運動總會及國家奧會。新聞稿稱：國際奧會與中華台北奧會共同宣告，以最近修改的奧林匹克憲章為基礎，雙方同意中華台北奧會之會名、會旗、及會徽。依據此項協議書，中華台北奧會可以參加未來的奧林匹克運動會，以及其他國際奧會所贊助與承認的各種活動，正如每一個國家奧會所享有的同等地位及同樣的權利。

## 後續問題

### 代表團團歌
1981年簽訂的協議中，只談及中華奧會的名、旗、徽。1983年，國際奧會為了1984年奧運向中華奧會要求提交歌曲，中華奧會曾爭取使用中華民國國歌，但被國際奧會拒絕，最後改以國旗歌送交，還曾因避免國旗歌歌詞遭拒，由張彼德創作新詞。

### 奧運開幕典禮繞場

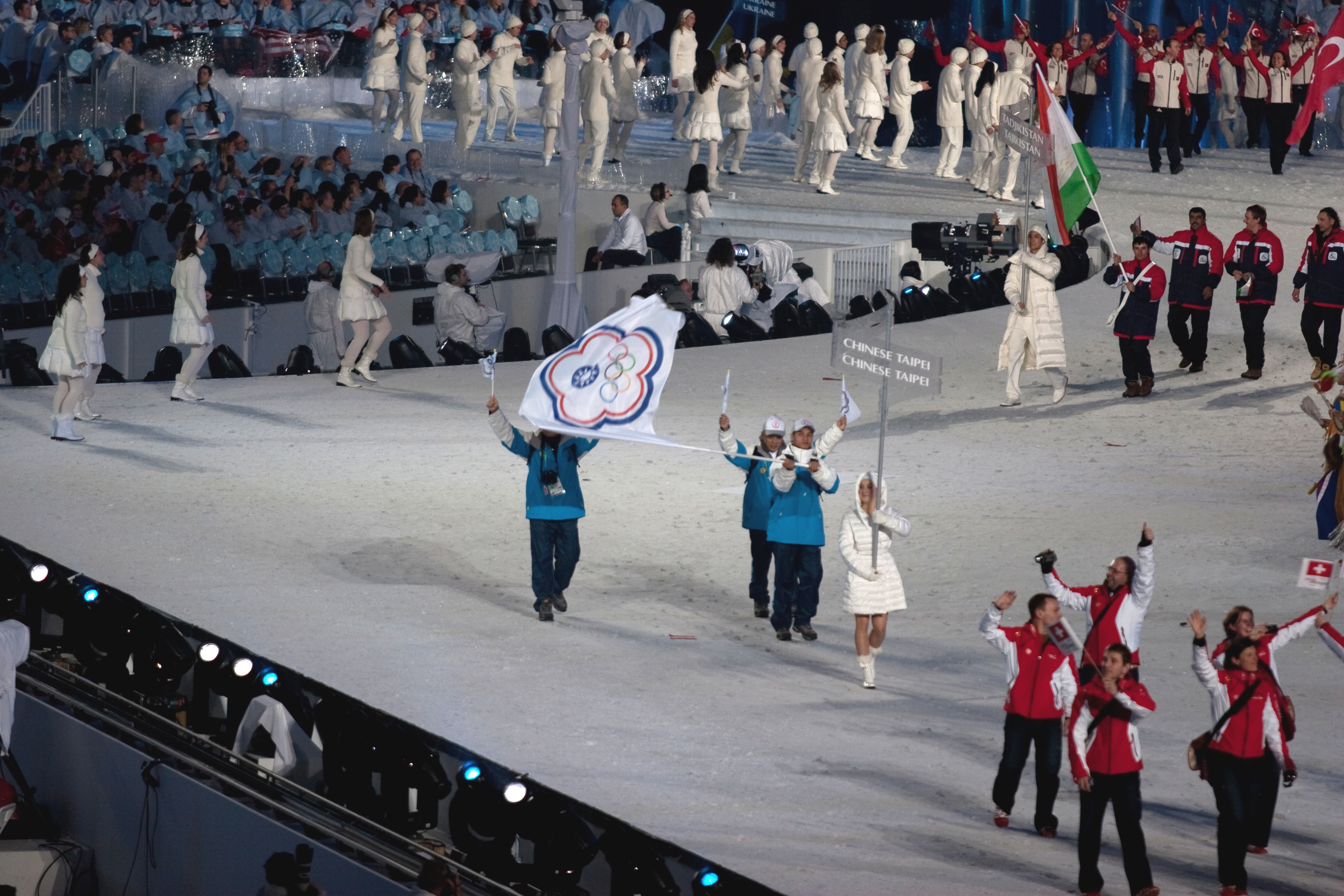
中華臺北代表團在2010年冬季奧運開幕典禮排在瑞士（Switzerland）和塔吉克（Tajikistan）間入場

為了避免緊臨中國大陸以作區隔，當時國際奧會委員徐亨寄函國際奧會主席薩瑪蘭奇，確認中華台北奧會在國際奧會會員名錄的排序列置於Taipei的「T」組，有別於中國奧會China的「C」組，中華台北代表隊按照會員名錄順序參加奧運開幕典禮繞場。
2008年，北京奧運開幕典禮入場序以主辦國語言的中文簡體字筆劃排序，原以「Taipei」作排序的中華台北代表隊和以「Hong Kong」作排序的中國香港代表隊一併放入「中」字順位，兩隊之間雖有中非共和國代表隊作區隔，但仍引起臺灣各界疑慮，擔心此例一開，未來在中國舉行的賽事，中華台北可能和中國香港、中國澳門接連入場。最終臺灣仍參加該屆奧運開幕典禮，之後在2010年廣州亞運開幕典禮，中國主辦方以英文字母排序，中華台北代表隊以「T」順位入場。2022年，在北京主辦的冬季奧運開幕典禮上，再度以2008年北京奧運的中文簡體字筆劃順序，將中華台北和中國香港代表隊一併置於中字排序出場，由於中非共和國並不參加冬季奧運賽事，再無其他中字為首的代表隊區隔。中華奧會在開幕前一週宣布以防疫和交通為由，不出席該屆北京冬奧的開閉幕典禮。國際奧會對此關切後，中華奧會又決定出席典禮，最終中華台北和中國香港在典禮上先後進場。

### 「Chinese Taipei」中文譯名
由於協議中只記載中華奧會的英文名稱，造成臺灣使用中華台北，而中國大陆官方及傳播媒體使用中國台北的情況。臺灣和中國大陆選手起初只在兩地之外舉行的國際運動賽事上同場競技，因有明確的英文名稱，對賽事的影響不大。
1987年11月，中华民国政府開放民眾赴中國大陆探親後，即使部份臺灣民眾以探親名義參與在中國大陆舉行的體育賽事，但當時仍未開放體育交流。直到1988年12月，面對即將舉行的北京亞運，行政院公布相關作業要點，開放個人或民間團體至中國大陆參加國際活動，活動須依照原國際組織的規定辦理。開放體育交流後，在中國大陆主辦的活動中，對於名稱除了使用各國際運動總會的法定語言外，按國際慣例也必須加上地主所用的中文，中文名稱的差異因此成為了影響臺灣參加的關鍵。
1989年1月，中國奧會副主席陳先宣布，臺灣運動隊赴中国大陸比賽名稱之使用，必須以中國台北稱之。而臺灣的中華奧會則表示，到中国大陸比賽的體育團隊必須符合兩個條件：
1. 以中華台北為名稱參加比賽；
2. 必須參加國際運動總會主辦的正式錦標賽。

在中國大陆表示反對後，中華奧會再要求：
1. 除非大陸保證不使用中國台北；
2. 參賽各協會必須要求亞洲或國際運動總會保證不使用中文譯名，完全採用奧會模式；
3. 若使用中文譯名則必須是中華台北，除了上述三種方式可以前往參賽外，否則將拒絕前往大陸參加各項國際正式錦標賽。

當時擔任中華奧會主席的張豐緒3月11日授權當時的奧會秘書長李慶華前往香港和中國奧會協商，最後在1989年4月6日和當時中國奧會主席何振梁簽署協議，協議內容為：「臺灣地區體育團隊及體育組織赴大陸參加比賽、會議或活動，將按國際奧會有關規定辦理。大會（即主辦單位）所編印之文件、手冊、寄發之信函、製作之名稱，以及所做之廣播等，凡以中文稱臺灣地區體育團隊及體育組織時，均稱之為『中華台北』。」
之後的4月21日在北京舉行的亞洲青年體操錦標賽成為臺灣首次派代表隊赴中国大陸參賽的體育賽事；而中國大陆則到1992年5月台北－上海－北京接力長跑活動，承認開始雙向體育交流。

## 影響
1984年2月的塞拉耶佛冬季奧運及7月的洛杉磯夏季奧運中華奧會和中國奧會皆派出代表隊，兩奧會自此長期共容於國際奧會，臺灣各單項運動協會也重回各國際總會及相關亞洲組織中。之後此運作模式也套用於其它非體育相關的國際組織上。